# 德國南部

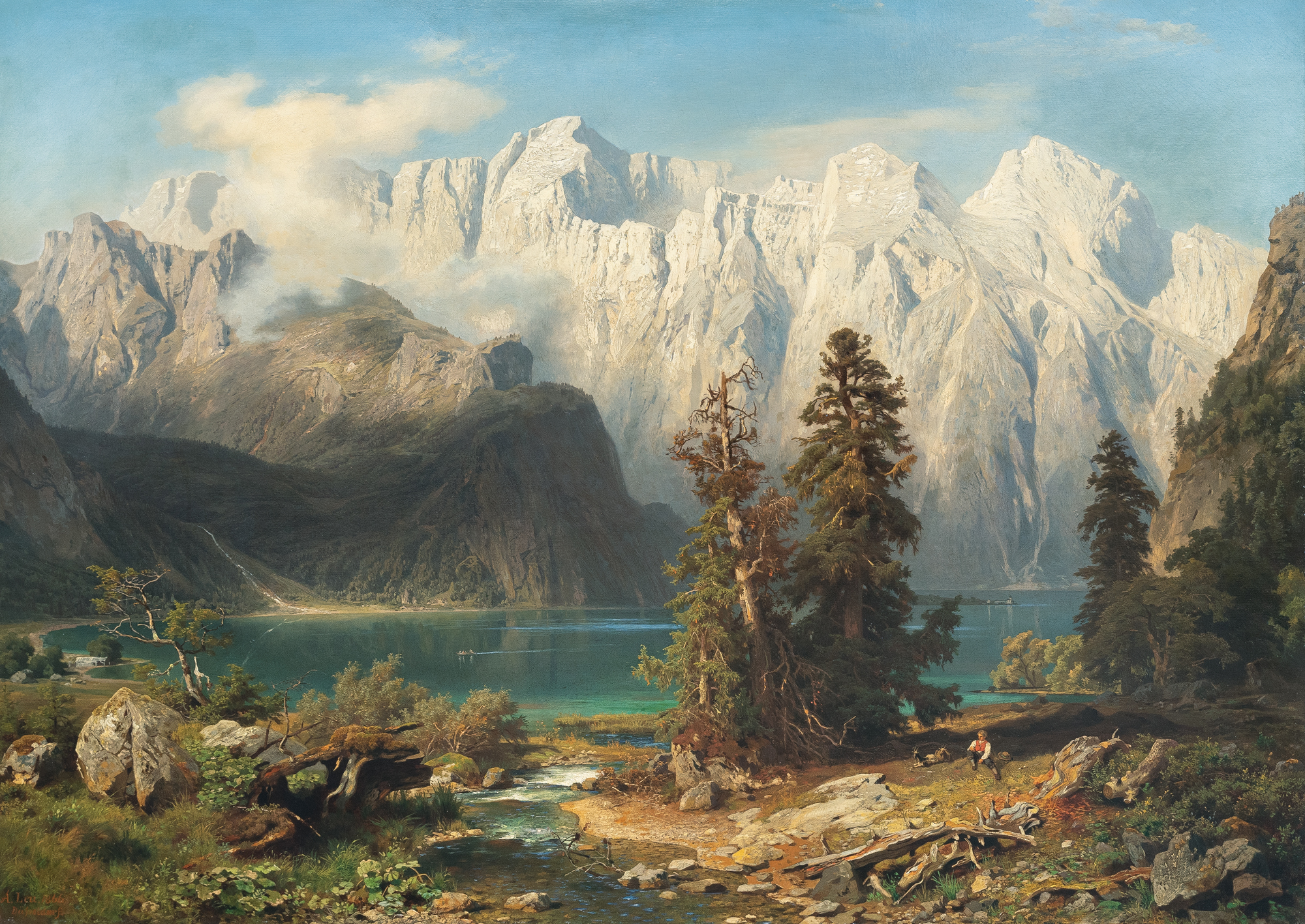
埃米爾·巴爾巴尼（Emil Barbarini ）筆下的貝希特斯加登展現了典型的德國南部風景

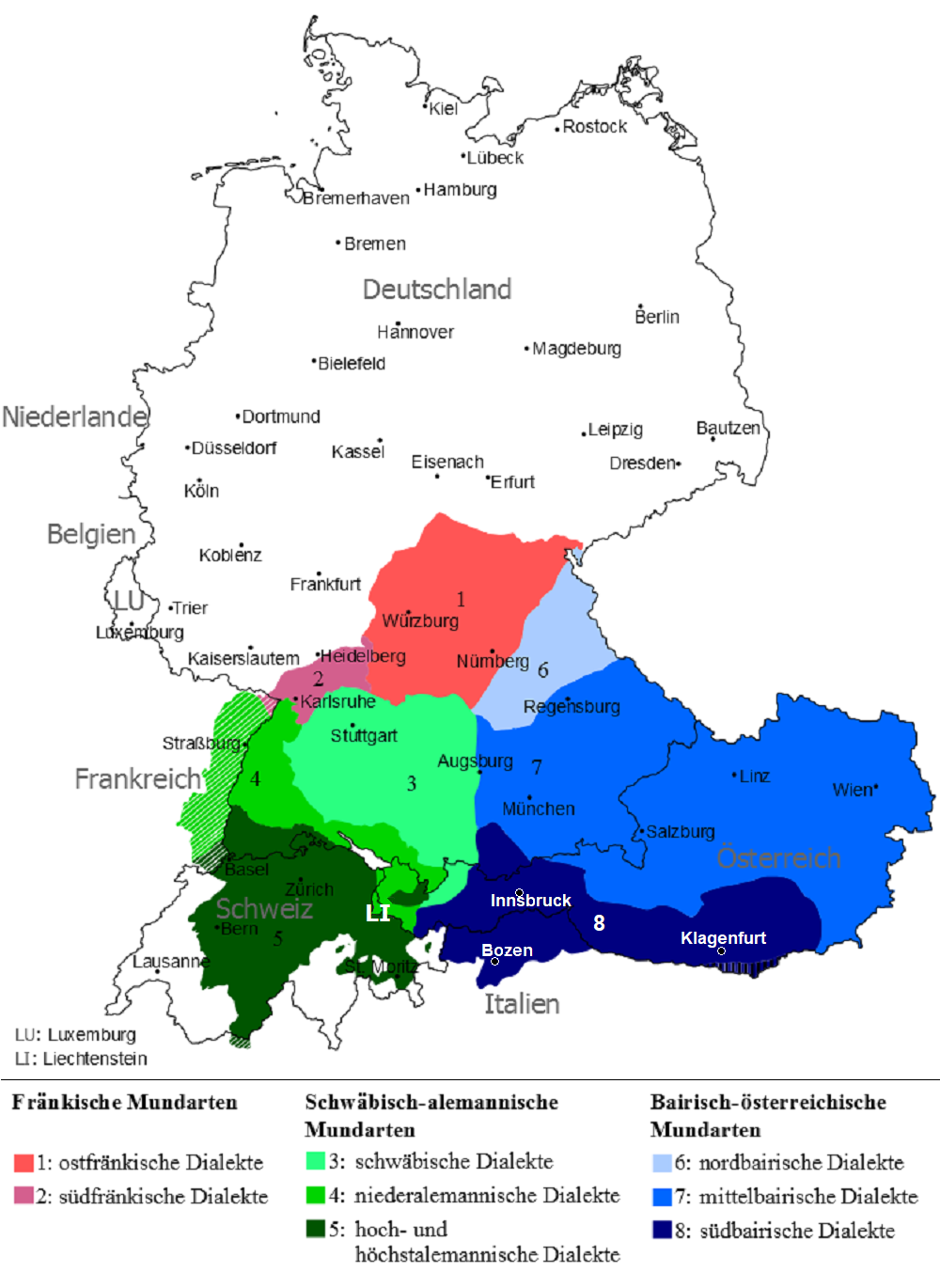
高地德語方言分佈

南德國（德語：Süddeutschland）是一個地理區域概念。南德國並沒有一個明確的界線，但一般是指使用上部德語的地區。根據1960年版《新布羅克豪斯百科全書》，南德是指「位於中德山地門檻（mitteldeutsche Gebirgsschwelle）以南的德國地區，大致包括巴伐利亞、巴登-符騰堡、萊茵蘭-普法爾茨南部以及黑森美因河以南地區。此地區由通常稱為西南德的上萊茵平原及其相連的階地地形、上德國高原（多瑙河以南）與德國阿爾卑斯山構成。」
在語言學上，南德大部分地區屬於上德語方言區，該語區還包括奧地利、列支敦士登、瑞士德語區和南蒂羅爾。
在政治上，「南德」一詞通常指的是1949年成立的德意志聯邦共和國中位於南部的巴登-符騰堡與巴伐利亞兩個聯邦州。
在較具文化意涵的範疇中，該詞也包括達姆施塔特行政區（即南黑森）、薩爾蘭、普法爾茨地區，以及至少萊茵黑森的南部地區。其中，薩爾蘭、萊茵蘭-普法爾茨、巴登-符騰堡與黑森南部組成德國的西南部，而巴伐利亞則構成東南部。

## 邊界
南德主要與北德形成對比，涵蓋了19世紀時未納入北德意志邦聯的德國現代領土。北德與南德之間是界線模糊的中德地區（Mitteldeutschland），大致對應中部德語方言的分布區，包括弗蘭肯、圖林根、薩克森等地。
在德意志邦聯（1815－1866年）時期，普魯士（北德）與奧地利帝國（南德）之間的政治勢力分界被稱為「美因線（得名自美因河），而聯邦議會則設於美因河畔法蘭克福。然而「美因線」並未沿著美因河在法蘭克福上游的河道延伸，而是大致對應巴伐利亞王國的北部邊界。
語言學上，南德對應上德語方言的分布區。南德在文化與語言上與瑞士德語區、奧地利以及德語為主的南蒂羅爾更為相近，而與中部與北部德國的差異則更為顯著。一個戲謔的術語用以描述巴伐利亞文化的文化界線是「白香腸赤道」（Weißwurstäquator），即將北德與白香腸故鄉分隔開來的「赤道線」。

## 人口
德國人口最多的兩個聯邦州——巴登-符騰堡與巴伐利亞——皆屬於南德地區，兩州總人口達2,350萬。若廣義地將萊茵蘭-普法爾茨與薩爾蘭也納入南德，則南德地區約有3,000萬人居住。因此，約40%的德國人口，以及近30%的德語母語者生活於此地區。
在17至18世紀，來自南德、特別是普法爾茨地區的移民（即所謂的賓夕法尼亞德裔人）成為美國殖民時期賓夕法尼亞省以及現今美國其他重要定居中心的最早移民群體之一。
南德地區以天主教為多數宗教信仰，但也存在相當數量的新教路德宗人口，尤其分布在符騰堡北部、部分巴登地區與弗蘭肯（巴伐利亞北部）。這一情況與幾乎完全新教化的北德地區形成對比。由於20世紀末大量土耳其人（參見德國的土耳其人）等非基督徒移民的進入，南德地區目前也有少數穆斯林群體（約25萬人，占總人口的2–3%）。

## 歷史

德國統一前的德意志邦聯，其中奧地利為橙色，普魯士為藍色

「南德」一詞難以明確界定，與該地區的歷史與政治發展密切相關，尤其是關於神聖羅馬帝國（自約1500年起有時附加「德意志民族」的稱號）及其歷程。由於14世紀起多數皇帝出自哈布斯堡家族，帝國一方面向東南擴張，另一方面自宗教改革以來，天主教會的影響在南部重新增強，進而加深了帝國南半部在宗教與文化上的多樣性。拿破崙戰爭及其不斷變化的同盟關係也對地區政治分化產生重大影響，最終於1806年導致帝國解體。
1815年維也納會議後成立的德意志邦聯（1815–1866）呈現如下格局：北方的大國普魯士能夠掌控大多數北德與中德的邦國（除漢諾威與薩克森外）；而南方的奧地利則需面對如巴伐利亞與符騰堡等大型邦國，這些邦國在拿破崙時期獲得了規模與地位，並重視自身的獨立性。
1859年，普魯士提議分割邦聯軍隊的最高指揮權：普魯士掌握北德兵力，奧地利掌握南德兵力，但遭奧地利拒絕。1866年6月，普魯士再次提出類似計劃予巴伐利亞，亦被巴伐利亞否決。
在1866年6月與8月德意志邦聯解體後，巴伐利亞、符騰堡、巴登與黑森大公國陷入無軍事同盟的境地。根據布拉格和約，它們本可組建南德意志邦聯，但此構想未能實現，部分原因是對巴伐利亞可能主導聯盟的疑慮。最終這四個邦國於1866/1867年與普魯士簽訂了1866年保護與防衛聯盟。
而北方，普魯士與其盟友則建立了北德意志邦聯這一聯邦國家。透過改組後的德意志關稅同盟，南德邦國（但非奧地利）已與北德建立起密切的經濟聯繫。但直到普法戰爭（1870/71年），四個南德邦國才決定加入北德邦聯，實現德意志帝國的建立，亦即德意志問題中的小德意志方案的落實。
在此之前，位處普魯士與奧地利之間的「第三德國」僅在少數時期實際存在。即便南德邦國之間也意見分歧，例如巴登傾向立即加入北德邦聯，而巴伐利亞則最堅決捍衛其獨立性。